# هاري بلاك
هاري بلاك (بالإنجليزية: Harry Black)‏ هو سياسي أسترالي، ولد في 6 أبريل 1947 في بريزبان في أستراليا. حزبياً، نشط في أمة واحدة بقيادة بولين هانسون (13 يونيو 1998 – 14 ديسمبر 1999) وCity Country Alliance ‏ (22 ديسمبر 1999 – 17 فبراير 2001). وقد انتخب عضو المجلس التشريعي ولاية كوينزلاند عن دائرة Electoral district of Whitsunday ‏ (13 يونيو 1998 – 17 فبراير 2001).